# Olivia Hedges-White
Lady Olivia Charlotte Hedges-White, baronessa Ardilaun (27 agosto 1850 – Dublino, 13 dicembre 1925) è stata una nobildonna e filantropa irlandese, discendente dei capi di McCarthy, era, dopo la monarca britannica, la donna più ricca del suo tempo in Gran Bretagna e in Irlanda.

## Biografia
Olivia era la figlia di William Hedges-White, III conte di Bantry, e di sua moglie, Jane Herbert. La sua famiglia viveva a Muckross House, nella contea di Kerry dal 1650.

## Matrimonio
Sposò, il 16 febbraio 1871 a Bantry, Arthur Guinness, I barone Ardilaun (1 novembre 1840-20 gennaio 1915), figlio di Sir Benjamin Guinness. Non ebbero figli. 
Lady Ardilaun amava dipingere, collezionare i suoi acquerelli in un album rilegato ed era membro della Water Colour Society of Ireland. Le opere includono il paesaggio intorno ad Ashford Castle, la residenza principale della famiglia, e le viste dalla casa di famiglia alla periferia di Dublino. La coppia ha completamente ricostruito la casa di Dublino, ribattezzandola da Thornhill a St Anne's, oltre a organizzare una grande aggiunta ad Ashford Castle. Quando finirono, fu considerata una grande villa e ospitò il principe, in seguito re Giorgio V e la Regina Vittoria. Olivia era conosciuta per i suoi giardini e vennero chiamate diverse rose con il suo nome, oltre che altre varietà di fiori.
La coppia era conosciuta per le feste sontuose e la grande ospitalità dimostrata, così come la loro natura filantropica. Lady Ardilaun ha lavorato con il Mercer Charity Hospital come benefattrice e visitando regolarmente i pazienti. Divenne anche mecenate delle arti e fu molto ammirata da Lady Gregory.
Lady Ardilaun sostenne i soldati irlandesi durante la prima guerra mondiale, fornendo pacchetti di assistenza e lettere. Ha mantenuto tutta la corrispondenza, fornendo una grande risorsa per gli storici successivi. 

## Morte
Tuttavia, dopo la morte del marito e lo sconvolgimento della guerra d'indipendenza irlandese e la guerra civile irlandese poi, Lady Ardilaun ritirò a St Anne's. Sempre più isolata e isolata dal suo stato e dalla sua storia, ha permesso alla casa di cadere in rovina e negli ultimi anni si è trasferita nello Shelbourne Hotel, dove è morta il 13 dicembre 1925, all'età 75 anni.

## Ascendenza
|                                           |                      |                                   | Genitori                             |  |  | Nonni |  |  | Bisnonni    |  |  | Trisnonni     |  |
|                                           |                      |                                   |                                      |  |  |       |  |  | Simon White |  |  | Richard White |  |
|                                           |                      |                                   |                                      |  |  |       |  |  | Simon White |  |  | Richard White |  |
|                                           |                      | Martha Davis                      |                                      |  |  |       |  |  | Simon White |  |  |               |  |
| Richard White, I conte di Bantry          |                      |                                   |                                      |  |  |       |  |  | Simon White |  |  |               |  |
|                                           |                      | Frances Jane Eyre                 | Richard Hedges Eyre                  |  |  |       |  |  |             |  |  |               |  |
|                                           |                      | Frances Jane Eyre                 | Richard Hedges Eyre                  |  |  |       |  |  |             |  |  |               |  |
|                                           |                      | Frances Jane Eyre                 | Helena Herbert                       |  |  |       |  |  |             |  |  |               |  |
| William Hedges-White, III conte di Bantry |                      | Frances Jane Eyre                 |                                      |  |  |       |  |  |             |  |  |               |  |
|                                           |                      | William Hare, I conte di Listowel | Richard Hare                         |  |  |       |  |  |             |  |  |               |  |
|                                           |                      | William Hare, I conte di Listowel | Richard Hare                         |  |  |       |  |  |             |  |  |               |  |
|                                           |                      | William Hare, I conte di Listowel | Catherine Maylor                     |  |  |       |  |  |             |  |  |               |  |
| Margaret Hare                             |                      | William Hare, I conte di Listowel |                                      |  |  |       |  |  |             |  |  |               |  |
|                                           |                      | Mary Wrixon                       | Henry Wrixon                         |  |  |       |  |  |             |  |  |               |  |
|                                           |                      | Mary Wrixon                       | Henry Wrixon                         |  |  |       |  |  |             |  |  |               |  |
|                                           |                      | Mary Wrixon                       | Anna Mansfield                       |  |  |       |  |  |             |  |  |               |  |
| Olivia Hedges-White                       |                      | Mary Wrixon                       |                                      |  |  |       |  |  |             |  |  |               |  |
|                                           | Henry Arthur Herbert | Thomas Herbert                    |                                      |  |  |       |  |  |             |  |  |               |  |
|                                           | Henry Arthur Herbert | Thomas Herbert                    |                                      |  |  |       |  |  |             |  |  |               |  |
|                                           | Henry Arthur Herbert | Anne Martin                       |                                      |  |  |       |  |  |             |  |  |               |  |
| Charles John Herbert                      | Henry Arthur Herbert |                                   |                                      |  |  |       |  |  |             |  |  |               |  |
|                                           |                      | Elizabeth Sackville               | George Germain, I visconte Sackville |  |  |       |  |  |             |  |  |               |  |
|                                           |                      | Elizabeth Sackville               | George Germain, I visconte Sackville |  |  |       |  |  |             |  |  |               |  |
|                                           |                      | Elizabeth Sackville               | Diana Sambrooke                      |  |  |       |  |  |             |  |  |               |  |
| Jane Herbert                              |                      | Elizabeth Sackville               |                                      |  |  |       |  |  |             |  |  |               |  |
|                                           |                      | Nathaniel Middleton               | Samuel Middleton                     |  |  |       |  |  |             |  |  |               |  |
|                                           |                      | Nathaniel Middleton               | Samuel Middleton                     |  |  |       |  |  |             |  |  |               |  |
|                                           |                      | Nathaniel Middleton               | Mary                                 |  |  |       |  |  |             |  |  |               |  |
| Louisa Middleton                          |                      | Nathaniel Middleton               |                                      |  |  |       |  |  |             |  |  |               |  |
|                                           |                      | Ann Frances Morse                 | John Morse                           |  |  |       |  |  |             |  |  |               |  |
|                                           |                      | Ann Frances Morse                 | John Morse                           |  |  |       |  |  |             |  |  |               |  |
|                                           |                      | Ann Frances Morse                 | Elizabeth Tyndall                    |  |  |       |  |  |             |  |  |               |  |
|                                           |                      | Ann Frances Morse                 |                                      |  |  |       |  |  |             |  |  |               |  |